# 額我略十一世
額我略十一世（拉丁語：Gregorius PP. XI；1336年—1378年）原名博福爾的伯多祿·羅熱爾（Pierre Roger de Beaufort），1370年12月30日當選教宗，翌年1月3日即位至1378年3月26日為止。
他生於法國利穆赞，承繼烏爾巴諾五世的教宗之位。
在他的統治期間，對抗德意志、英國和部分歐洲興起的所謂「異端邪說」，使額我略十一世發表了各種各樣的修士規條改革，於1373年以十三篇文章譴責英國宗教改革家約翰·威克里夫的十九點提議。
義大利道明會修女，錫耶納的聖加大利納的言行刺激了額我略十一世，使他將聖座由法國亞維農遷回羅馬。1377年1月27日，聖座正式遷回羅馬教宗國，亞維農教廷結束。
額我略十一世於1378年3月27日逝世，後繼者為烏爾巴諾六世，但在亞維農，對立教宗克勉七世比烏爾巴諾六世更受歡迎，引发了四十余年的亞維儂分裂。

## 譯名列表
- 額我略十一世：天主教香港教區禮儀委員會：禧年專頁 （页面存档备份，存于）作額我略。
- 國瑞十一世：香港天主教教區檔案　歷任教宗作國瑞。
- 格列高列十一世：《大英簡明百科知識庫》2005年版[]作格列高列。
- 格雷戈里十一世：《世界人名翻譯大辭典》1993年版作格雷戈里。
- 格列哥里十一世：國立編譯舘作格列哥里。